# Schizopera roberiverensis
Schizopera roberiverensis is een eenoogkreeftjessoort uit de familie van de Miraciidae. De wetenschappelijke naam van de soort is voor het eerst geldig gepubliceerd in 2006 door Karanovic.